# Lauris Kaufmanis
Lauris Kaufmanis (Bauska, 16 aprile 1998) è un bobbista, discobolo e pesista lettone.
Ha un fratello gemello, Dāvis, bobbista a sua volta.

## Biografia
Kaufmanis pratica l'atletica leggera nel lancio del disco e nel getto del peso. Ha partecipato ai campionati europei under 20 Grosseto 2017, qualificandosi per la finale del disco e terminando la gara al dodicesimo posto. Prese inoltre parte a diverse edizioni dei campionati nazionali lettoni, sia outdoor che indoor e in tutte le categorie.
Compete nel bob dal 2018 come frenatore per la squadra nazionale lettone. Debuttò in Coppa Europa a novembre 2018. Si distinse nelle categorie giovanili vincendo una medaglia d'argento ai campionati europei juniores under 23 ottenuta nel bob a quattro a Innsbruck 2019.
Esordì in Coppa del Mondo nella stagione 2019/20, il 14 dicembre 2019 a Lake Placid, occasione in cui ottenne anche il suo primo podio, terminando la gara del bob a quattro al secondo posto con i compagni Oskars Ķibermanis (pilota), Arvis Vilkaste e Matīss Miknis.

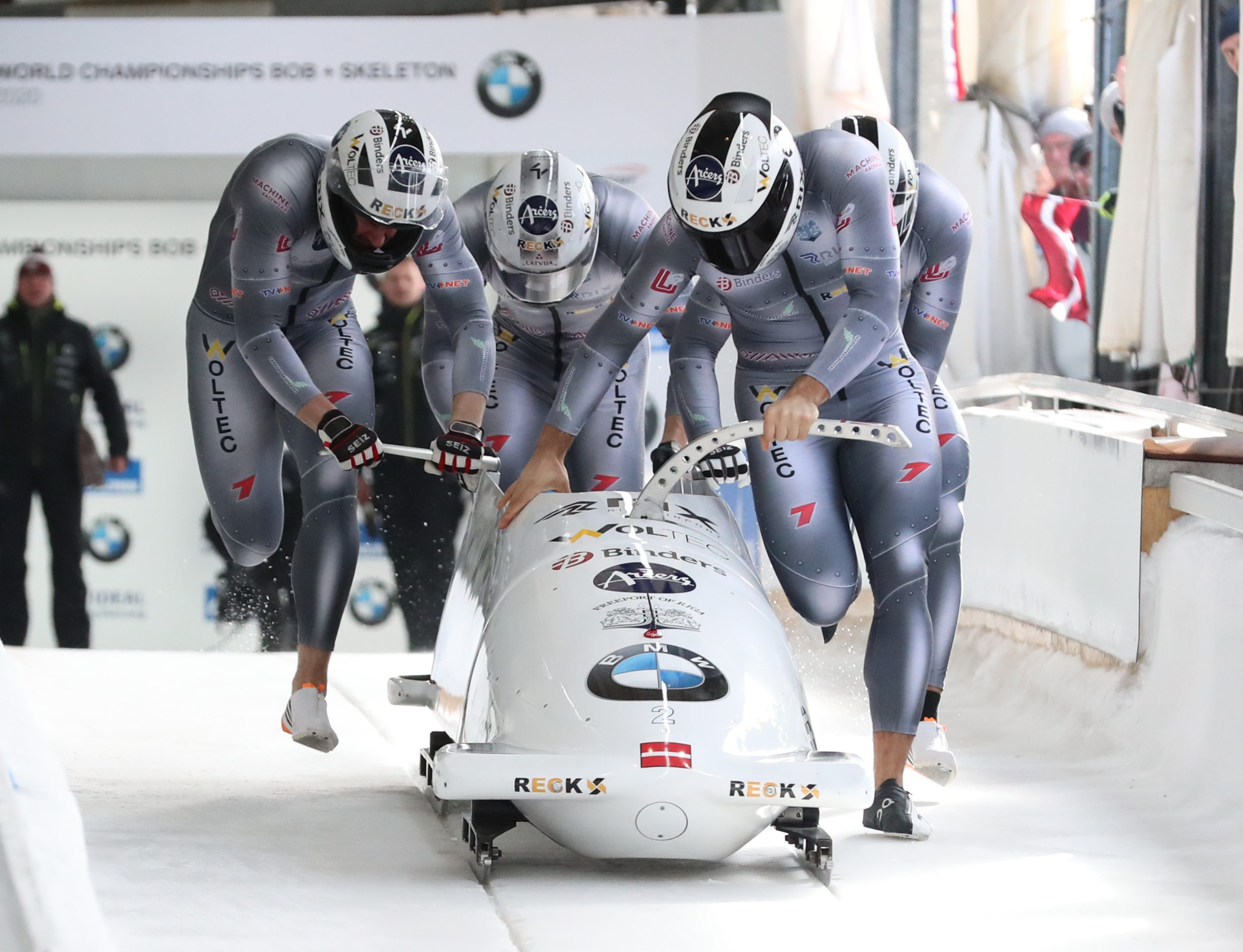
Kaufmanis (a sinistra) in gara nel bob a quattro ai campionati mondiali di Altenberg 2021

Prese parte a due edizioni dei campionati mondiali campionati mondiali; nel dettaglio i suoi risultati da pilota nelle prove iridate sono stati, nel bob a quattro: quarto ad Altenberg 2020 e ottavo ad Altenberg 2021. 
Nelle rassegne continentali ha invece ottenuto quale miglior piazzamento la quinta posizione a Winterberg 2020 nel bob a quattro.

## Palmarès

### Bob

#### Europei juniores under 23
- 1 medaglia:
  - 1 argento (bob a quattro a Innsbruck 2019).

#### Coppa del Mondo
- 4 podi (tutti nel bob a quattro):
  - 2 secondi posti;
  - 2 terzi posti.

### Atletica leggera
| Anno | Manifestazione   | Sede     | Evento                      | Risultato    | Prestazione | Note |
| ---- | ---------------- | -------- | --------------------------- | ------------ | ----------- | ---- |
| 2017 | Europei under 20 | Grosseto | Lancio del disco (1,750 kg) | Finale (12º) | 50,83 m     |      |